# Christa Jeitner

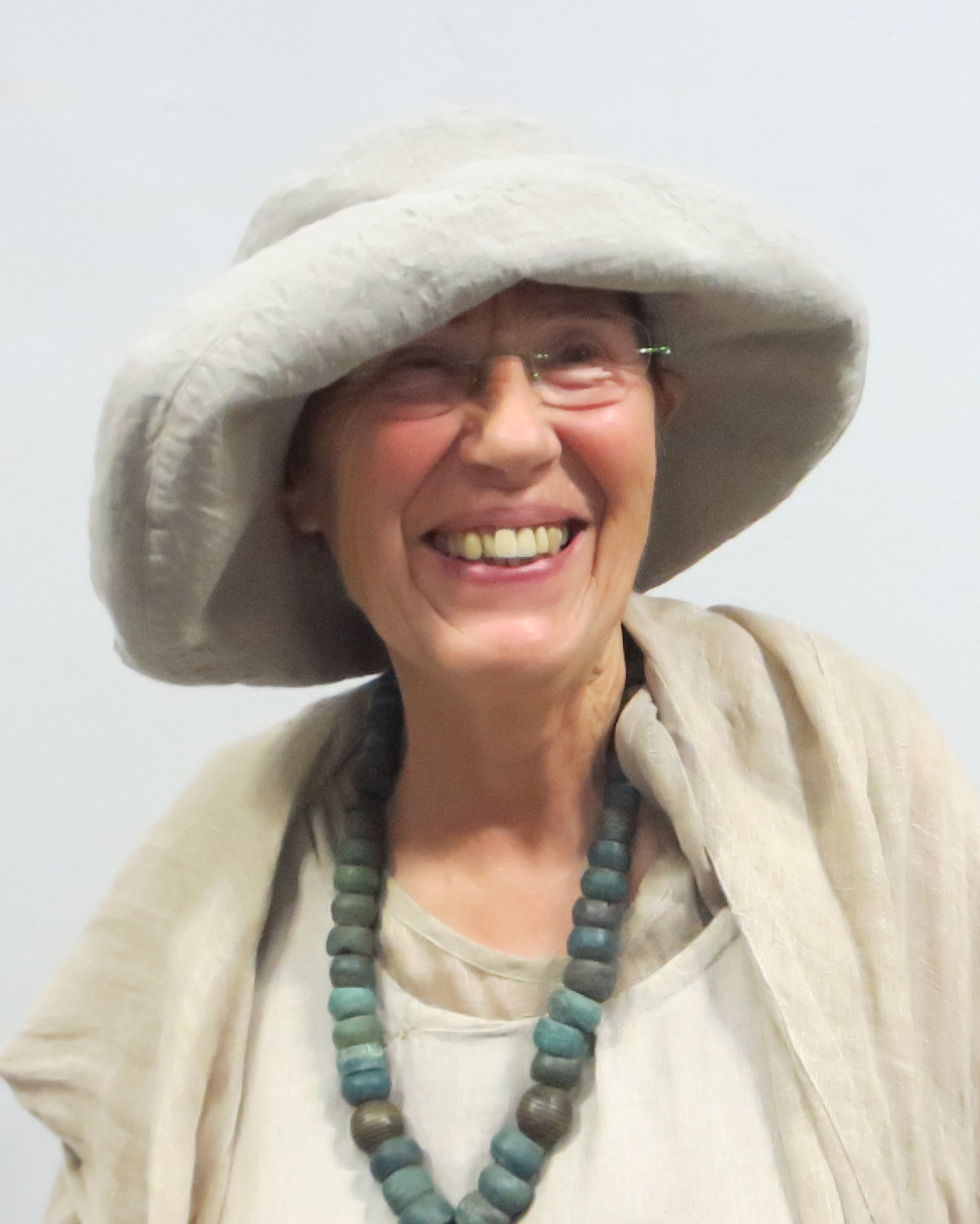
Christa Jeitner (2017)

Christa-Maria Jeitner  (* 1935 in Berlin) ist eine deutsche Künstlerin, die Zeichnungen, Bilder, Plastiken und Installationen vorwiegend mit textilen Materialien gestaltet. Sie lebt und arbeitet in Blumberg bei Berlin. Zudem war sie als Textilrestauratorin und Dozentin tätig.

## Leben
Zum Kunststudium an der Ostberliner Hochschule für bildende und angewandte Kunst in Weißensee wurde Christa Jeitner 1953 wohl aufgrund eines Hinweises auf ihre Nähe zu „kirchlichen Kreisen“ nicht zugelassen. 1954 konnte sie dort zwar ein Studium der Grafik aufnehmen, wurde aber bereits 1955 exmatrikuliert.
Es gelang ihr jedoch, 1956 an der Westberliner Staatlichen Hochschule für Bildende Künste das Studium aufzunehmen. Sie studierte dort bis zum Bau der Mauer 1961 Grafik, Malerei, Textiles Gestalten und Kunstgeschichte. Da sie sich zum Zeitpunkt des Mauerbaus in der DDR befand, musste sie ihr Studium in West-Berlin aufgeben.  Nach der Wiedervereinigung Deutschlands und ihrem Rehabilitierungsverfahren verlieh ihr die Kunsthochschule Berlin-Weißensee ein Diplom in Freier Kunst/Malerei.
Anfang der 1960er Jahre wurden Jeitners Werke erstmals ausgestellt und von Museen angekauft. Die mit dem XI. Plenum des Zentralkomitees der SED 1965 beginnende restriktive Kulturpolitik schränkte Jeitners Ausstellungsmöglichkeiten im öffentlichen Raum bis 1973 stark ein. Eine Ausnahme bildeten in dieser Zeit die vom Kunstdienst der evangelischen Kirche in Berlin organisierten Ausstellungen, auf denen Jeitner mit ihren Werken ab 1968 präsent war.  Dort konnten Kunstwerke gezeigt werden, die nicht den kunst- und kulturpolitisch erwünschten staatlichen Vorstellungen entsprachen. Jeitners Werke passten zum damaligen offiziellen Kunstverständnis durch ihre Auseinandersetzung mit dem Holocaust weder inhaltlich, noch formal als abstrakte Assemblagen, die zudem aus allenfalls kunsthandwerklich aufgefassten Materialien bestanden. Allerdings ist belegt, dass Christa Jeitner im In- und Ausland eine bedeutende Zahl von Einzelausstellungen und Ausstellungsbeteiligungen hatte. Für die Zeit von 1961 bis 1978 nennt das Lexikon Künstler in der DDR neben Gruppenausstellungen fünfzehn Einzelausstellungen.
Ab 1965 war sie auch als Textilrestauratorin tätig, u. a. für den Erfurter Dom und das Kulturhistorische Museum Magdeburg. Über mehrere Jahrzehnte war sie mit der konservatorisch-restauratorischen und der wissenschaftlichen Arbeit am textilen Brandenburger Domschatz beauftragt, wo unter ihrer Federführung ein Bestandskatalog entstand. Von 1980 bis 1993 übernahm Jeitner einen Lehrauftrag im Fach Restaurierungstechnik an der Hochschule für Technik und Wirtschaft Berlin Berlin im Hauptfach Restaurierungstechnik. 1990/91 war sie als Gastdozentin an der Universität der Künste Berlin tätig.  Von 1969 bis hinein in die 1970er Jahre war sie außerdem ehrenamtlich aktiv bei der Aktion Sühnezeichen. Dem Verband Bildender Künstler der DDR gehörte sie von 1968 bis 1990 als Restauratorin an, um als Künstlerin frei zu sein von den staatlichen kunstpolitischen Vorgaben.

## Künstlerisches Schaffen
Während ihres Studiums entwickelte Christa Jeitner eigenständig die Nahtzeichnung, die sozusagen die Linie ihrer Zeichnungen auf das textile Material übertrug. Mit der Verwendung textiler Materialien stand sie künstlerisch in der DDR alleine, da diese traditionell nur dem Kunsthandwerk zugeordnet wurden.
In den 1960er Jahren knüpfte sie während mehrerer Reisen nach Polen persönliche Kontakte zu polnischen Künstlern in Zakopane, Breslau und Warschau. Im für die zeitgenössische internationale Kunst offenen Polen lernte sie auch amerikanische Textilkunst kennen und nahm deren Impulse auf. In Austausch und Auseinandersetzung mit zeitgenössischen polnischen Künstlern wie Magdalena Abakanowicz, Wojciech Sadley, Władysław Hasior und Tadeusz Brzozowski entwickelte Jeitner eine eigenständige textile Bild- und Formensprache, die vom kleinen zum Großformat und von der Fläche in den Raum ging. Bis in die 1980er Jahre dominierten als Techniken Applikation und Garnverknotungen.
Zu Beginn der 1960er-Jahre entstanden ihre ersten Assemblagen. So integrierte sie in das erste Werk (Lager, 1964) ihres Zyklus Auschwitz-Reliquien Stacheldraht und in den folgenden Werken dieses Zyklus weitere Materialien wie Haar, Lumpen und Brandspuren.
Ende der 1960er-Jahre löste sich Jeitner erstmals in großformatigen Arbeiten in Garnverknotung wie Treblinka (1969) oder Strom Leben (1976) von der Fläche. Darauf folgte in der zweiten Hälfte der 1970er-Jahre Jeitners konstruktivistischer Phase, in der sie räumliche Werke entwickelte wie zum Beispiel Durchdringung (1978/79). Plastische Arbeiten aus Tauverknotungen entstanden im Zyklus Takelwerk (1980–1986).
Anfang der 1980er-Jahre zeichnete Jeitner wieder auf Papier und schuf 1982 während des Flächenabrisses im Altstadtkern von Bernau bei Berlin 55 Federzeichnungen, die als Mappe mit dem Titel Notizen zu einer Bestandsaufnahme in der Künstlern genehmigten Auflagenhöhe von 100 Stück erschien.
1989 edierte Jeitner die deutsch-polnische Ausgabe von Jan Strzeleckis Erproben im Zeugnis als bibliophiles Buch mit Blättern nach Nahtzeichnungen.
Ihre Anfang der 1960er Jahre begonnene künstlerische Auseinandersetzung mit dem Holocaust erfuhr erst Ende der 1980er Jahre allmählich Anerkennung, wie die Berichterstattung über die von Jeitner, Friedrich Stachat und Manfred May 1988 gemeinsam organisierte Ausstellung zum Gedenken an das Pogrom vom 9. November 1938 zeigt, wo Jeitners Installation Kein Titel! (Der Vorhang im Tempel, zerrissen, geflickt, gerissen) zu sehen war.

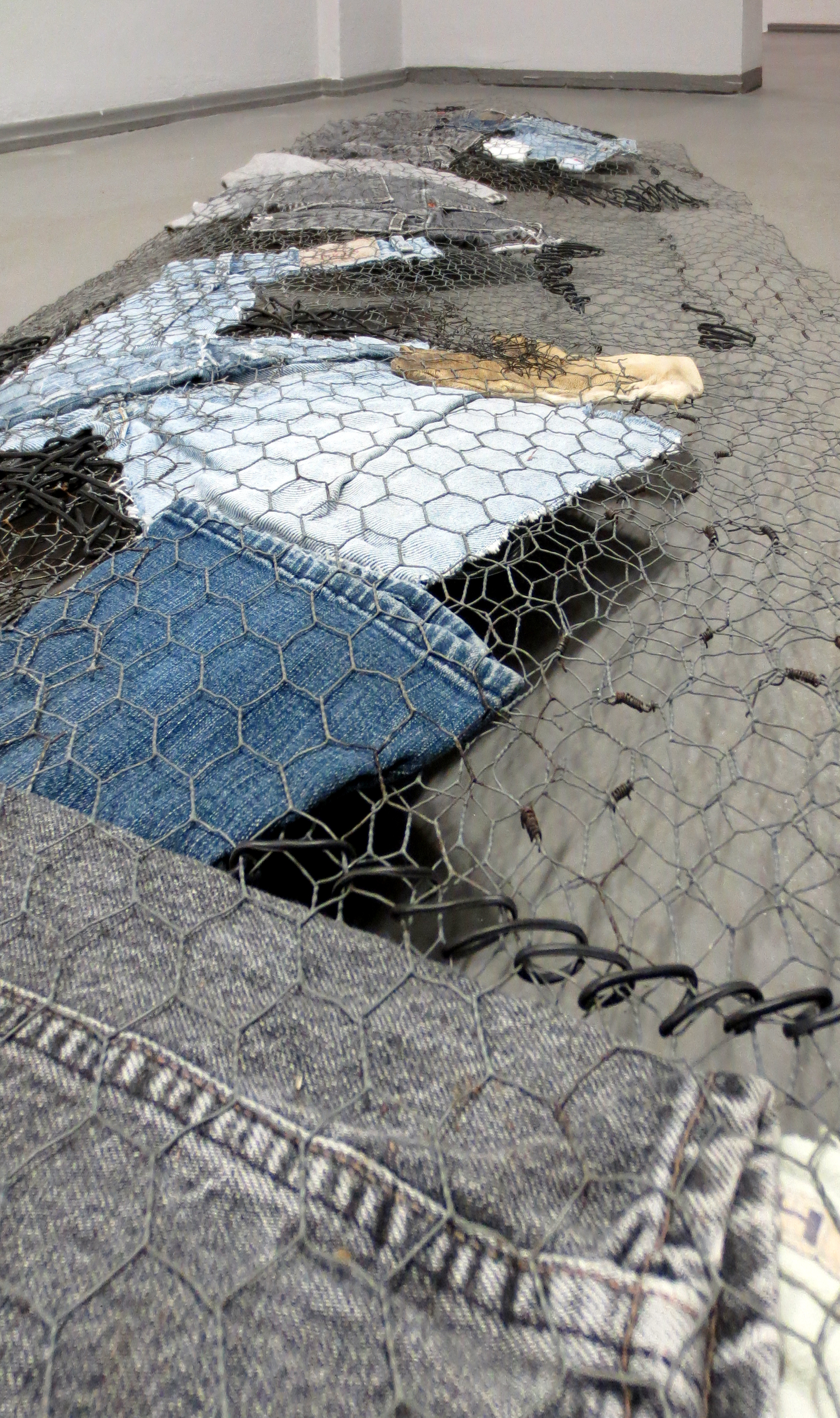
Re-Rester: Draht und Denim. Verfestigte Halde (2016)

Im Zyklus Licht des Nichts, der zwölf Werke aus der Zeit von 1987 bis 1990 umfasst, setzte sich Jeitner mit philosophischen Themen auseinander und brach ihr künstlerisches Schaffen 1990 zunächst ab. Mit den Applikationen Das war gewesen (I und II, 1993) zog sie eine Bilanz der gesellschaftlichen Gegebenheiten. Wenig später entstand der von ihr mit dem Zusatz „posthum“ versehene dreiteilige Zyklus Landschaft über Landschaft (1994–1995).
2006 nahm Jeitner ihr künstlerisches Schaffen von Neuem auf. Während sie in ihren frühen Werken die Eigenheiten und Formen der textilen Materialien berücksichtigte und bewusst einsetzte, rückte sie nun mit Fundstück Plane (2006), der zum Schaffenskomplex Gegenstände und Flächen gehört, die Eigenheiten des Werkmaterials in den Vordergrund. In der Reihe Werkstücke entstehen Objekte und Assemblagen aus Fundstücken sowie Installationen.

## Ausstellungen

### Teilnahme an zentralen und wichtigen regionalen Ausstellungen in der DDR
- 1976, 1979 und 1985: Berlin, Bezirkskunstausstellungen (Kunsthandwerk/Design)
- 1976: Warschau („Holz, Keramik, Textil“)
- 1977/1978: Dresden, VIII. Kunstausstellung der DDR
- 1980: Leipzig, Museum des Kunsthandwerks („Textil '80. 2. Ausstellung der Textilgestaltung in der DDR“)
- 1980: Szombathely (Miniaturtextilien-Biennale)
- 1983: Göttingen, Städtisches Museum („Kunsthandwerk aus der DDR. Textilgestaltung – Holzgestaltung“)
- 1983: Hannover und Tilburg (Miniarturtextilien)
- 1983: Berlin, Ausstellungszentrum am Fernsehturm („Textilminiaturen“)
- 1985: Weimar, Kunsthalle am Theaterplatz („Textil '85. 3. Ausstellung der Textilgestaltung in der DDR“)

### Ausstellungen seit der deutschen Wiedervereinigung
- 2023/24: Christa Jeitner. täglich sich erinnern, Kunstsammlung Neubrandenburg, Neubrandenburg[14]

- 2022/23: herzwärts wild: Umbrüche 1982-1997 – Künstlerinnen aus der DDR, Brandenburgisches Landesmuseum für moderne Kunst, Cottbus

- 2022: Gestundete Zeit oder die Erinnerung an morgen, Packhof Frankfurt Oder, Brandenburgisches Landesmuseum für moderne Kunst
- 2019: The Medea Insurrection: Radical Women Artists Behind the Iron Curtain, The Wende Museum and Archive of the Cold War, Culver City/Los Angeles (CA)
- 2018: Medea muckt auf. Radikale Künstlerinnen hinter dem Eisernen Vorhang, Kunsthalle im Lipsius-Bau, Staatliche Kunstsammlungen Dresden
- 2017/18: Das Ereignis eines Fadens. Globale Erzählungen im Textilen, Tourneeausstellung des Instituts für Auslandsbeziehungen
- 2017: Eko Materia, Internationale Ausstellung Malerei und Textilkunst, Nationalmuseum, Danzig
- 2009: Gegenüber – zbliżenia. Wojciech Sadley – Christa Jeitner. Cztery dziecięciolecia – vier Jahrzehnte, Muzeum Lubuskie Gorzów Wielkopolski und St. Marienkirche, Frankfurt/Oder

## Werke
- Auschwitzhungertuch (Grassi Museum für Angewandte Kunst), 1965, 100 × 100 cm

- Dies zu sagen ist mein Leben (Staatliche Museen zu Berlin KGM), 1970, 220 x 180 cm
- Schnürwerk: Durchdringung (Herzogliches Museum Gotha), 1978/79, 820 x 80 x 80 x 80 cm
- Grafikblätter nach Maschinennahtzeichnungen und textilen Grafiken zu Jan Strzelecki: Próby świadectwa – Erproben im Zeugnis, aus dem Polnischen übersetzt von Ludwig Mehlhorn. Berlin 1989

- Drei Banner zum Sonderkonzert für die Opfer stalinistischer Verfolgung in der DDR, 5. Dezember 1989  (Sammlung zeitgenössischer Kunst der Bundesrepublik Deutschland), 1989, 320 x 70 cm

## Publikationen
- mit Renate Kroos: Das Brandenburger Hungertuch, Brandenburg an der Havel 2001, ISBN 3-936303-00-2.
- Mittelalterliche liturgische Textilien in der Mark Brandenburg und ihre Weiternutzung nach Einführung der Reformation. In: Die Kunst des Mittelalters in der Mark Brandenburg Tradition – Transformation – Innovation. Lukas-Verlag, Berlin 2008, ISBN 978-3-86732-010-8, S. 456–470.
- Gegenüber – zbliżenia. Wojciech Sadley – Christa Jeitner. Cztery dziecięciolecia – vier Jahrzehnte (Katalog zur Ausstellung), Bernau 2009, OCLC 918503523.
- Die Sammlung kirchlicher Gewänder und anderer Paramente sowie Einführungen und Katalognummern 1-10 In: Mittelalterliche Kunst aus Berlin und Brandenburg im Stadtmuseum Berlin (The Getty Foundation), Berlin 2011, S. 30-25 sowie S. 47–118.
- Ende und Fortgang. Das Jahrsiebent danach. Christa Jeitner 2006–2012, Blumberg b. Berlin 2013 (CD-Rom).
- mit Peter Knüvener, Detlef Witt: Die mittelalterlichen Kunstwerke des Johann-Friedrich-Danneil-Museums in Salzwedel. Sammlungskatalog, Hendrik Bäßler Verlag, Berlin 2015, ISBN 978-3-945880-06-7.
- mit Beiträgen von Susanne Altmann, Christiane Mennicke-Schwarz, Christoph Tannert: Christa Jeitner – Notizen, Prozesse, Werke. Hg. v. Kunsthaus Dresden, Berlin 2021, ISBN 978-3-95476-393-1.

- Von dort bis hier. Bemerkungen zu einer Werkauswahl, Berlin 2023, ISBN 978-3-910447-28-8.